# Родопи (периферийная единица)
Родопи (греч. Περιφερειακή Ενότητα Ροδόπης) — одна из периферийных единиц Греции.
Является региональным органом местного самоуправления и частью административного деления. По программе Калликратиса с 2011 года входит в периферию Восточная Македония и Фракия . 
Административный центр — город Комотини.

## Административно-территориальное деление
Периферийная единица Родопи делится на 4 общины:
- Авдира (2)
- Иазмос (3)
- Комотини (1)
- Марония-Сапе (4)